# Heteroconis terminalis
Heteroconis terminalis is een insect uit de familie van de dwerggaasvliegen (Coniopterygidae), die tot de orde netvleugeligen (Neuroptera) behoort. 
De wetenschappelijke naam Heteroconis terminalis is voor het eerst geldig gepubliceerd door Banks in 1913.